# Velas
Velas – miasto i gmina (port. concelho) na Azorach (region autonomiczny Portugalii), na wyspie São Jorge. Według danych szacunkowych na rok 2011 liczy 5398 mieszkańców.

## Podział administracyjny
Gmina ta dzieli się na 6 sołectw (ludność wg stanu na 2011 r.)
- Velas (São Jorge) - 1985 osób
- Urzelina (São Mateus) - 902 osoby
- Santo Amaro - 862 osoby
- Rosais - 743 osoby
- Norte Grande (Neves) - 532 osoby
- Manadas (Santa Bárbara) - 374 osoby